# Cerniébaud
Cerniébaud é uma comuna francesa na região administrativa de Borgonha-Franco-Condado, no departamento de Jura. Estende-se por uma área de 10,53 km². Em 2010 a comuna tinha 91 habitantes (densidade: 8,6 hab./km²).